# Kalasaari (ö i Birkaland, Tammerfors, lat 61,40, long 24,71)
Kalasaari är en ö i Finland. Den ligger i sjön Rautajärvi och i kommunen Pälkäne i den ekonomiska regionen Tammerfors och landskapet Birkaland, i den södra delen av landet, 140 km norr om huvudstaden Helsingfors. Öns area är 1,5 hektar och dess största längd är 190 meter i sydöst-nordvästlig riktning.